# Han Pijesak (kommun)
Han Pijesak är en kommun i Bosnien och Hercegovina.   Den ligger i entiteten Republika Srpska, i den östra delen av landet, 50 km nordost om huvudstaden Sarajevo.